# بمب نوترونی
بمب نوترونی یا سلاح پرتوزای ارتقا یافته (به انگلیسی: Enhanced Radiation Weapon) یا سلاح تشعشع تقویت شده (به انگلیسی: weapon of reinforced radiation) نوعی سلاح گرماهسته‌ای است که مقدار زیادی از انرژی خود را به شکل تشعشع نوترونی (نوترون‌های سریع) پرانرژی آزاد می‌کند. اگرچه در این بمب‌ها اثر انفجاری و گرمایی هنوز هم وجود دارد اما عامل اصلی ایجاد تلفات، میزان بالای تشعشع آن‌ها است. میزان بالای تشعشع نوترونی آزاد شده از این بمب‌ها قادر به نفوذ به مواد ضخیم و محافظت کننده نظیر زره تانک است و از این رو آن‌ها را مناسب استفاده علیه ادوات زرهی می‌کند.

## تاریخچه
از ساموئل تی. کوهن به عنوان پدر بمب نوترونی نام برده می‌شود. در تابستان سال ۱۹۵۸، وی شروع به پژوهش درباره سلاح‌های گرماهسته‌ای بزرگ کرد. وی در خلال پژوهش‌هایش ادعا کرد که اگر محفظه اورانیومی یک بمب هیدروژنی برداشته شود، نوترون‌های آزاد شده می‌توانند به مسافت‌های زیاد حرکت کرده و حتی در ساختارهایی که به خوبی محافظت می‌شوند، نفوذ کرده و به افراد درون آن‌ها آسیب وارد کنند. در سال ۱۹۶۱، دولت جان اف. کندی با ساخت بمب نوترونی و ورود آن به زرادخانه های اتمی آمریکا مخالفت کرد زیرا می‌ترسید که این امر باعث به خطر افتادن تعویق آزمایش‌های اتمی که تحت نظارت آمریکا و شوروی در حال انجام بود، بشود. در همین سال شوروی با نقض این تعویق باعث شد که آمریکا به سمت ساخت این بمب حرکت کند. اولین بمب نوترونی در سال ۱۹۶۲، با موفقیت آزمایش شد.
در سال ۱۹۷۰، دولت جیمی کارتر نوسازی زرادخانه اتمی آمریکا را با نصب کلاهک‌ های نوترونی در موشک‌های لانس و گلوله‌های توپ برای استقرار در اروپا پیشنهاد کرد.
در سال ۱۹۷۷، آلمان غربی که می‌ترسید این کشور صحنه استفاده از بمب‌های نوترونی شود، این بحث را مطرح کرد که آیا باید اجازه استقرار این سلاح را در خاک این کشور داد یا خیر. در سال ۱۹۷۸، جیمی کارتر تحت تأثیر فشارهای داخلی و بین‌المللی تصمیم گرفت که به شرط خودداری شوروی از تولیدات نظامی و گسترش نیروها، از گسترش سلاح نوترونی خودداری کند. در سال ۱۹۸۱، رونالد ریگان دوباره اجازه تولید کلاهک‌های نوترونی را برای استفاده در موشک‌های لانس و گلوله‌های توپ ۸ اینچی صادر کرد ولی به خاطر مخالفت‌های گسترده در اروپا دستور داد که تمام سلاح‌های نوترونی در آمریکا نگهداری شوند ولی در صورت بروز جنگ امکان انتقال آن‌ها وجود داشته باشد. شوروی نیز اعلام کرد که سلاح‌های نوترونی را آزمایش کرده‌است ولی برنامه‌ای برای گسترش آن‌ها ندارد. در سال ۱۹۸۲، فرانسه اعلام کرد که تولید کلاهک‌های نوترونی را آغاز کرده‌است اما در سال ۱۹۸۶، به علت فشارهای سیاسی داخلی و خارجی تولید این کلاهک‌ها را متوقف کرد. 
در سال ۱۹۹۲ همزمان با پایان جنگ سرد در زمان ریاست جمهوری بوش پدر دو نوع از بمب‌های نوترونی بازنشسته شدند.
شوروی، فرانسه و چین بمب‌های نوترونی را تولید کرده و ممکن است آن‌ها را در خدمت داشت باشند. برخی گزارش‌ها ادعا می‌کنند که اسرائیل نیز بمب نوترونی تولید کرده‌است. 

## کاربردها
- به عنوان سلاح استراتژیک برای نیروهای پدافندی

- به عنوان سلاح تاکتیکی ضد تانک: هدف بمب‌های نوترونی تاکتیکی در درجه اول کشتن سربازانی است که به وسیله زره محافظت می‌شوند. ادوات زرهی به شدت در مقابل انفجار و گرمای حاصل از سلاح‌های هسته‌ای مقاومند، بنابراین برد مؤثر سلاح اتمی در مقابل تانک بر اساس محدوده کشندگی تشعشع تعیین می‌شود، اگرچه زره می‌تواند این برد را کاهش دهد. بمب‌های نوترونی با تابش مقادیر زیاد تشعشع کشنده باعث افزایش قدرت کلاهک اتمی علیه اهداف زرهی می‌شوند.[۴]

- به عنوان سلاح استراتژیک ضد موشک‌های بالستیک: بمب‌های نوترونی برای حفاظت از سیلوهای موشک‌های قاره‌پیمای آمریکا علیه کلاهک‌های پرتاب شده از سوی شوروی توسعه داده شدند. این بمب‌ها می‌توانستند به وسیله شار نوترونی قوی به ترکیبات هسته‌ای کلاهک آسیب بزنند.[۴]

- به عنوان سلاح جلوگیری از پیشروی منطقه: ساده‌ترین واکنش همجوشی، واکنشی است که در آن دوتریوم ("D) با تریتیوم (T") هلیوم-۴ را تولید می‌کنند، یک نوترون آزاد می‌کنند و تنها ۳.۵ مگا الکترون ولت را به شکل انرژی جنبشی به عنوان ذره آلفای باردار آزاد می‌کنند که ذاتاً گرما تولید می‌کند (که به صورت انفجار و اثرات حرارتی ظاهر می‌شود)، در حالی که اکثر انرژی واکنش (۱۴.۱ مگا الکترون ولت) توسط نوترون سریع بدون بار حمل می‌شود.[۵] دستگاه‌هایی که نسبت بازده بالاتری از این واکنش دارند، در نقش پرهیز از برخورد سیارک‌های دور از دسترس، به دلیل عمق نفوذ نوترون‌های سریع و انتقال اندازه حرکت بالاتر حاصل از این "لایه‌برداری" از توده بسیار بزرگتری از مواد آزاد شده از بدنه اصلی، در مقایسه با نفوذ سطحی کم‌عمق‌تر و فرسایش رگولیت که توسط اشعه ایکس حرارتی/نرم تولید می‌شود، کارآمدتر خواهند بود.

ساده‌ترین واکنش همجوشی، واکنشی است که در آن دوتریوم ("D) با تریتیوم (T") هلیوم-۴ را تولید می‌کنند، یک نوترون آزاد می‌کنند و تنها ۳.۵ مگا الکترون ولت را به شکل انرژی جنبشی به عنوان ذره آلفای باردار آزاد می‌کنند که ذاتاً گرما تولید می‌کند (که به صورت انفجار و اثرات حرارتی ظاهر می‌شود)، در حالی که اکثر انرژی واکنش (۱۴.۱ مگا الکترون ولت) توسط نوترون سریع بدون بار حمل می‌شود. دستگاه‌هایی که نسبت بازده بالاتری از این واکنش دارند، در نقش پرهیز از برخورد سیارک‌های دور از دسترس، به دلیل عمق نفوذ نوترون‌های سریع و انتقال اندازه حرکت بالاتر حاصل از این "لایه‌برداری" از توده بسیار بزرگتری از مواد آزاد شده از بدنه اصلی، در مقایسه با نفوذ سطحی کم‌عمق‌تر و فرسایش رگولیت که توسط اشعه ایکس حرارتی/نرم تولید می‌شود، کارآمدتر خواهند بود.

## عدم کارایی بر تانک‌های جدید
عدم کارایی بمب نوترونی در برابر تانک‌های جدید به عنوان یکی از دلایل اصلی ذخیره نکردن این بمب‌ها عنوان می‌شود. افزایش قطر دایرهٔ بیرونی انواع زرهٔ تانک‌ها موجب شده‌است که خدمهٔ تانک تقریباً از هر گونه آثار تشعشعی حفاظت شوند. بنابراین برای اینکه یک بمب نوترونی بتواند به وسیلهٔ تشعشع خدمه یک تانک جدید را ناتوان کند باید در فاصلهٔ نزدیکی از تانک منفجر شود. در این فاصله اثر انفجار اتمی نیز می‌تواند هم تانک و هم خدمهٔ آن را از کار اندازد. 